# Čad na Letních olympijských hrách 2008
Čad se zúčastnil Letních olympijských her 2008 v Pekingu, jednalo se v pořadí o 10. účast této země na letní olympiádě. Reprezentovali jej dva sportovci v jediném sportu, atletice, přičemž oba byli vyřazeni již v rozbězích. Vlajkonoškou výpravy byla Hinikissia Ndikert.

## Atletika
| Jméno                        | Disciplína | Rozběh   | Rozběh   | Čtvrtfinále  | Čtvrtfinále  | Semifinále   | Semifinále   | Finále       | Finále       | Zdroj |
| Jméno                        | Disciplína | Výsledek | Umístění | Výsledek     | Umístění     | Výsledek     | Umístění     | Výsledek     | Umístění     | Zdroj |
| ---------------------------- | ---------- | -------- | -------- | ------------ | ------------ | ------------ | ------------ | ------------ | ------------ | ----- |
| Moumi Sebergue               | 100 m muži | 11,14    | 7.       | Nepostoupil  | Nepostoupil  | Nepostoupil  | Nepostoupil  | Nepostoupil  | Nepostoupil  | [ 2 ] |
| Hinikissia Albertine Ndikert | 100 m ženy | 12,55    | 7.       | Nepostoupila | Nepostoupila | Nepostoupila | Nepostoupila | Nepostoupila | Nepostoupila | [ 3 ] |